# Jerez de los Caballeros
Jerez de los Caballeros è un comune spagnolo di 9 492 abitanti situato nella comunità autonoma dell'Estremadura.

## Storia
Il suo territorio era abitato già dalla preistoria e si trovano resti archeologici come il Dolmen de Toriñuelo, nel prato di La Granja. I Fenici hanno frequentato la zona e alcune ipotesi sostengono che possano aver fondato un insediamento o almeno avergli dato il nome di Ceret.
Durante l'occupazione romana il paese era noto come Fama Iulia Seria o Caeriana e doveva essere un abbastanza popolato come evidenziato dai resti archeologici della cosiddetta "Villa del Pomar". Era situato fra due città importanti che erano Italica ed Emerita Augusta (Mérida); si trovava anche vicino alla Via Delapidata.
Diede i natali a Vasco Núñez de Balboa, il primo europeo a scoprire l'Oceano Pacifico.

### Simboli
Lo stemma è stato approvato il 25 maggio 2004.
(D.O.E. n. 71 del 22 giugno 2004)

## Cultura

### Festività
La Pasqua è la festività principale.